# 费尔南达·加拉伊
费尔南达·加拉伊（葡萄牙語：Fernanda Garay，1986年5月10日—），巴西女子排球运动员，2010年世界女子排球锦标赛银牌得主、2012年夏季奥林匹克运动会女子金牌得主、2014年世界女子排球锦标赛铜牌得主、2020年夏季奥林匹克运动会女子银牌得主。